# Ralph Erskine

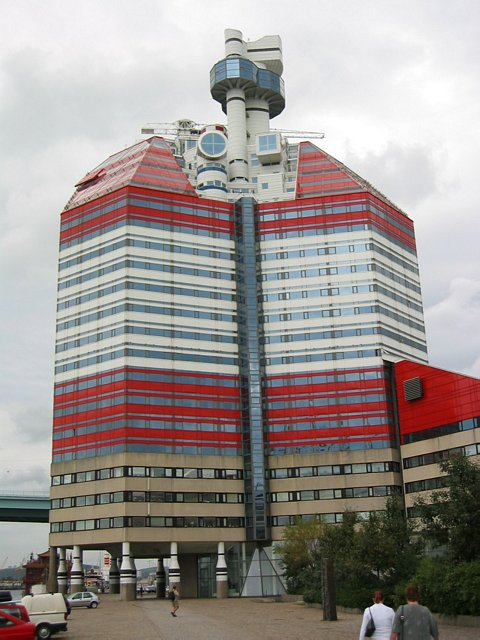
Skanskaskrapan de Gotemburgo diseñado por Ralh Erskine.

Ralph Erskine (Monliaws, Northumberland,  24 de febrero de 1914 – Ekerö, Suecia, 16 de marzo de 2005), arquitecto británico de destacada actuación en Suecia.

## Biografía
Nació en el condado de Northumberland (Inglaterra), y pasó su juventud en Londres. En los años 30 estudió arquitectura en la Universidad de Westminster. En 1939 emigró a Suecia atraído por el funcionalismo de Erik Gunnar Asplund, Sven Markelius y Sigurd Lewerentz, país en el que trabajó y vivió la mayor parte de su vida. En 1983 recibió el Premio de la Fundación Wolf de las Artes y en 1987 la Medalla de Oro del RIBA como reconocimiento a su actividad creativa. Perteneció al grupo conocido como Team 10, que tuvo una gran influencia en la arquitectura europea de la segunda mitad del siglo XX.

## Obras
En Suecia y el Reino Unido, diseñó varios ejemplos de edificios representativos de su particular visión de la arquitectura:
- Gyttorp, Nora, Suecia, 1945 a 1955, casas en un entorno fabril.
- El Brittgården de Tibro, Suecia, 1956 to 1959
- Svappavaara, en Kiruna, Suecia, 1962.
- Clare Hall, Universidad de Cambridge, Cambridge, 1969.
- Resolute, Nunavut, Canadá
- El Byker redevelopment, en Newcastle upon Tyne, de 1973 a 1978.
- El Nya Bruket, área en Sandviken, Suecia , 1973 a 1978.
- La Universidad de Estocolmo y su biblioteca.
- Ekerö centrum (Tappström) de Ekerö Municipality, a las afueras de Estocolmo, 1983 a 1989.
- La terminal de ómnibus de Estocolmo, con Bengt Ahlqvist y Anders Tengbom
- El London Ark, Hammersmith, Londres, 1990.
- Greenwich Millennium Village, Londres, de 2000 a 2005.